# Parachordeuma broelemanni
Parachordeuma broelemanni är en mångfotingart som beskrevs av Ribaut 1912. Parachordeuma broelemanni ingår i släktet Parachordeuma och familjen spinndubbelfotingar. Inga underarter finns listade i Catalogue of Life.